# Spencer Susser
Spencer Susser (* 1977) ist ein US-amerikanischer Filmregisseur, Drehbuchautor und Produzent.

## Wirken
Susser ist das einzige US-amerikanische Mitglied des australischen Filmemacherkollektivs Blue-Tongue Films.
Sein Kurzfilm I Love Sarah Jane mit Mia Wasikowska wurde beim Nashville Film Festival 2008 als bester Kurzfilm, beim Arizona International Film Festival mit dem Reel Frontier Merit Award und beim Clermont-Ferrand International Short Film Festival mit dem Canal+-Award ausgezeichnet. Susser schrieb das Projekt gemeinsam mit David Michôd. Im Februar 2011 wurde berichtet, dass Susser einen Spielfilm entwickele, der auf dem Kurzfilm basiere.
Susser war Co-Regisseur des Musikvideos zu Lana Del Reys Lied Summertime Sadness mit Kyle Newman, das 2012 erschien.
In seinem Spielfilmdebüt Hesher – Der Rebell spielten Joseph Gordon-Levitt und Natalie Portman die Hauptrollen. Der Film wurde auf dem Sundance Film Festival 2010 vorgestellt und am 13. Mai 2011 in den USA veröffentlicht. Im Anschluss drehte Susser mehrere Kurzfilme, zuletzt 2016. Zwischendrin übernahm er 2014 noch die Regie für eine Folge der Serie Hemlock Grove.
2021 erschien der von Susser geschriebene und inszenierte Kurzfilm Save Ralph für eine Kampagne der Humane Society International mit dem Ziel, weltweit Tierversuche für Kosmetika zu verbieten.

## Filmografie (Auswahl)
- 2024: Better Man – Die Robbie Williams Story (Better Man)